# Kirsten Mahlke
Kirsten Mahlke (* 1972) ist eine deutsche Romanistin.

## Leben
Von 1993 bis 1998 erwarb sie den Magister in Romanistik, Slavistik und Ethnologie an der Goethe-Universität. Von 1998 bis 2000 war sie Doktorandin im Graduiertenkolleg Reiseliteratur und Kulturanthropologie in Paderborn. Nach der Promotion (1999–2002) in Frankfurt am Main (assoziierte Kollegiatin am Graduiertenkolleg Reiseliteratur und Kulturanthropologie der Universität Paderborn) war sie von 2002 bis 2005 Postdoc im Zentrum für den wissenschaftlichen Nachwuchs in Konstanz. Von 2002 bis 2008 hatte sie eine Forschungsdozentur des Stifterverbandes für allgemeine und romanische Literaturwissenschaft an der Universität Konstanz. Von 2003 bis 2009 war sie Vorstandsmitglied des Graduiertenkollegs Figur des Dritten, Universität Konstanz. 2007 war sie Fellow am Kulturwissenschaftlichen Kolleg des Exzellenzclusters „Kulturelle Grundlagen von Integration“ der Universität Konstanz. Von 2007 bis 2008 vertrat sie einen Lehrstuhl für Romanistik an der Universität München. Nach der Habilitation 2008 an der Universität Konstanz (Romanistische und Allgemeine Literaturwissenschaft) hatte sie von 2008 bis 2009 eine Ergänzungsprofessur Romanistik am Fachbereich Literaturwissenschaft ebenda. Seit 2010 ist sie Principal Investigator des ERC-Projekts Narratives of Terror & Disappearance. Von 2010 bis 2011 hatte sie die Professur für Romanische Literaturwissenschaft an der Universität Heidelberg inne. Seit 2011 lehrt sie auf der Professur für Kulturtheorie und kulturwissenschaftliche Methoden an der Universität Konstanz.
Ihre Forschungsinteressen sind fantastische Literatur (Cono Sur) und Fantastiktheorie, Narrative des Terrors, Reiseliteratur der frühen Neuzeit und Quantentheorie und Literatur.

## Schriften (Auswahl)
- Offenbarung im Westen. Frühe Berichte aus der Neuen Welt. Frankfurt am Main 2005, ISBN 3-596-16235-1.
- als Herausgeberin mit Michael C. Frank: Kultur und Terror. Bielefeld 2010, ISBN 978-3-8376-1405-3.
- als Herausgeberin mit Frank Bezner: Zwischen Wissen und Politik. Archäologie und Genealogie frühneuzeitlicher Vergangenheitskonstruktionen. Heidelberg 2011, ISBN 978-3-8253-5631-6.
- als Herausgeberin mit Gabriel Gatti: Sangre y filiación en los relatos del dolor. Madrid 2018, ISBN 978-84-16922-73-4.